# Давиденко, Виктор Александрович
Виктор Александрович Давиде́нко (26 февраля 1914, Даниловка, область Войска Донского — 15 февраля 1983, Москва) — советский физик-ядерщик, разработчик нейтронного запала атомной бомбы, схемы термоядерной бомбы на основе атомного обжатия (радиационной имплозии). Схема Давиденко серьёзно отличалась от ранее разработанной схемы Улама-Теллера и впоследствии была перенята американскими разработчиками ядерного оружия.. Герой Социалистического Труда (1954).

## Биография
Родился в слободе Даниловка Усть-Медведицкого округа Области Войска Донского (ныне районный центр Волгоградской области).
В 1930 — 1932 годах работал токарем на заводе имени Кулакова (Ленинград) и учился на вечернем рабфаке Гидротехнического института.
В 1932 году поступил в Ленинградский индустриальный (политехнический) институт, который окончил в 1937 с отличием.
До 1940 года был научным сотрудником Физико-технического института в Ленинграде, затем до 1943 года работал инженером на заводах НКАП.
В 1943 году был направлен научным сотрудником в Лабораторию N 2 АН СССР (Курчатовский институт). С 1948 г. — в КБ-11 (Саров), последовательно занимал должности научного сотрудника, начальника отдела, начальника сектора (отделения) (1952), заместителя научного руководителя.
В 1953 году без защиты диссертации присуждается ученая степень кандидата физико-математических наук, а в следующем году — ученая степень доктора физико-математических наук (также без защиты диссертации), в 1956 году присвоено учёное звание профессора.
В 1963 году откомандирован в Институт атомной энергии им. Курчатова. Позже работал в Объединённом институте ядерных исследований (ОИЯИ).
Умер 15 февраля 1983 года. Похоронен в Москве на Кунцевском кладбище.
Решением исполкома горсовета Сарова от 14.6.1984 Театральный проезд переименован в улицу Давиденко.

## Награды
- Герой Социалистического Труда (1953)
- три ордена Ленина (1953, 1956, 1962)
- орден Трудового Красного Знамени (1949)
- медаль «За трудовое отличие» (1953)
- Сталинская премия второй степени (1949) — за разработку проверенной конструкции нейтронного запала
- Сталинская премия первой степени (1953) — за ядерно-физические исследования, связанные с разработкой и испытанием изделия РДС-6с